# Archibald Campbell, 1.º Marquês de Argyll
Archibald Campbell, 1.º Marquês de Argyll, 8.º Conde de Argyll, chefe do clã Campbell, (março de 1607 – Edimburgo, 27 de maio de 1661) foi de facto chefe de governo na Escócia durante a maior parte do conflito conhecido como as Guerras dos Três Reinos, também conhecido como a Guerra civil britânica. Foi figura importante no movimento Covenanter, que lutou pela religião presbiteriana e que foi visto como interesse escocês durante a Guerra civil inglesa das décadas de 1640 e 1650. É muitas vezes lembrado como o arqui-inimigo do general monarquista James Graham, 1º Marquês de Montrose.

## Família e juventude
Foi o primogênito de Archibald Campbell, 7º Conde de Argyll, e de sua primeira esposa Agnes Douglas, filha de William Douglas, 6º Conde de Morton, e educado na Universidade de St Andrews, onde se matriculou em 15 de janeiro de 1622. Ainda muito jovem, como Lorde de Lorne, foi-lhe confiado a posse das propriedades em Argyll, quando seu pai renunciou ao protestantismo e se juntou ao exército de Filipe III de Espanha; e exerceu sobre seu clã uma autoridade quase que absoluta, dispondo de uma força de 20 000 partidários, e "de longe, o súdito mais poderoso do reino". Campbell se casou com Margaret Douglas, filha mais velha de William Douglas, 7º Conde de Morton, com quem teve dois filhos e quatro filhas.

## Movimento Covenanter

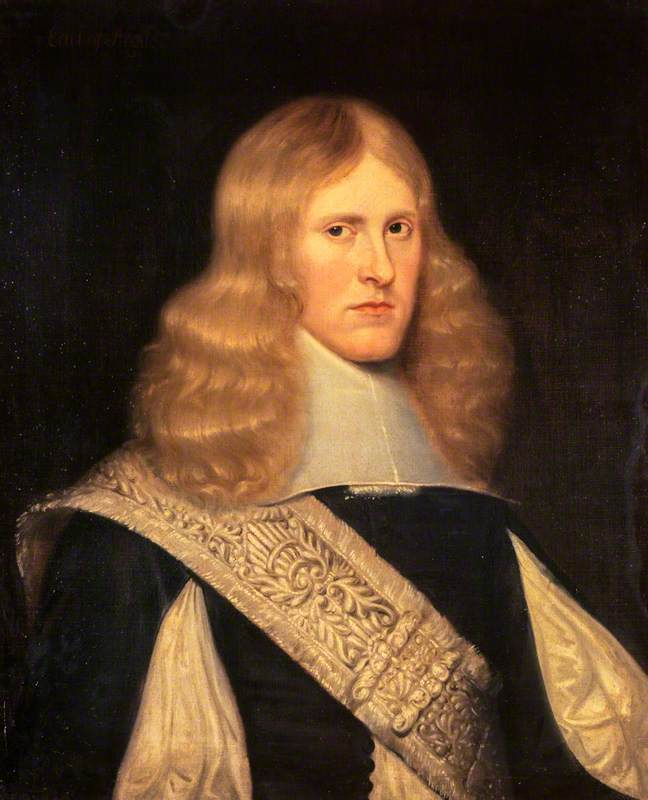
Archibald Campbell, 8º Conde de Argyll

No início da disputa religiosa entre o rei e a Escócia, em 1637, seu apoio foi avidamente procurado por Carlos I. Campbell foi nomeado conselheiro particular em 1628. Em 1638, o rei chamou-o, juntamente com o Conde de Traquair e o Conde de Roxburghe, para Londres, mas se recusou a ser aliciado, advertiu Carlos com relação à sua política despótica eclesiástica, e demonstrou grande hostilidade para com William Laud. Em consequência, uma missão secreta foi dada ao Conde de Antrim para invadir Argyll e incitar os MacDonalds contra ele. O Conde de Argyll, que herdou o título com a morte de seu pai em 1638, originalmente não tinha preferência pelo presbiterianismo, mas agora, definitivamente, tomou partido dos Covenanters em defesa das liberdades e da religião nacional. Continuou a frequentar as reuniões da Assembleia Geral da Igreja da Escócia após a sua dissolução pelo Marquês de Hamilton, quando o Episcopado foi abolido. Em 1639, Campbell enviou uma declaração a Laud, e, posteriormente, ao rei, defendendo a ação da Assembleia Geral. Juntou um corpo de soldados e apossou-se do castelo de Brodick, na ilha de Arran, pertencente a Hamilton. Após a pacificação de Berwick-upon-Tweed, deu início a um movimento contra James Graham, 1º Marquês de Montrose, pelo qual exigiu que a comissão parlamentar conhecida como os "Lords of the Articles", fosse eleita pelo Parlamento escocês e não mais nomeada pelo rei. Esta foi uma mudança fundamental para a constituição da Escócia, através da qual a gestão dos assuntos públicos era confiada a um órgão representativo e retirada do controle da coroa. Uma tentativa do rei de privá-lo de seu cargo de administrador de justiça de Argyll fracassou. Em junho de 1640 foi-lhe confiado uma Comissão de fogo e espada contra os monarquistas de Atholl e de Angus, que, depois de ter sucesso na prisão de John Murray, 1º Conde de Atholl, ele conduziu com perfeição e alguma crueldade.
Foi nesta ocasião que o Bonnie Hoose o' Airlie foi incendiado. Nessa altura, a antipatia pessoal e a diferença de opiniões entre Montrose e Argyll levaram a uma luta declarada. Montrose tramou, para quando se aproximasse o dia da visita de Carlos à Escócia, Argyll fosse acusado de alta traição no parlamento. A trama, porém, foi revelada, e Montrose, entre outros, foi preso. Assim, quando o rei chegou, viu-se privado de qualquer resquício de influência e autoridade. Apenas restou para Carlos fazer uma série de concessões. Transferiu o controle sobre as nomeações judiciais e políticas para o Parlamento, transformou Argyll em marquês, em 1641, e voltou para casa, depois de ter, segundo as palavras de Clarendon, feito um ato perfeito de doação para aquele reino. Enquanto isso, houve uma tentativa frustrada de sequestrar Argyll, Hamilton, e Lanark, conhecida como o "Incidente". Argyll foi o principal instrumento nesta crise ao manter a confiança no partido nacional, que era para ele, evidentemente, a causa comum, e no cumprimento da aliança com o Parlamento Longo em 1643.

## Guerra civil inglesa e escocesa
Em janeiro de 1644, Campbell acompanhou o exército escocês até a Inglaterra como membro do Comitê dos Dois Reinos e no comando de uma tropa da cavalaria, mas logo foi obrigado, em março, a retornar para combater os monarquistas na Guerra civil escocesa e para defender seus próprios territórios. Ele forçou o Marquês de Huntly a bater em retirada em abril. Em julho, avançou para incitar as tropas irlandesas agora desembarcadas em Argyll, que estavam lutando em conjunto com Montrose, que havia se colocado na liderança das forças monarquistas na Escócia. Nenhum deles conseguiu obter vantagem sobre o outro, nem mesmo se engajaram na batalha. Campbell então voltou para Edimburgo, desfez a sua comissão, e retirou-se para o Castelo de Inveraray. Montrose inesperadamente seguiu-o em dezembro, obrigando-o a fugir para a Roseneath, e devastou seus territórios. Em 2 de fevereiro de 1645 Campbell foi surpreendido por Montrose em Inverlochy. Ele testemunhou, no interior de seu barco no lago, para onde se retirou depois de cair de seu cavalo, o massacre terrível de suas tropas, que contava com 1 500 homens do clã Campbell. Chegou em Edimburgo, em 12 de fevereiro e esteve novamente presente na grande vitória de Montrose em 15 de agosto na Batalha de Kilsyth, de onde fugiu para Newcastle. Campbell finalmente ficou livre de seu formidável antagonista após a derrota final de Montrose na Batalha de Philiphaugh em 12 de setembro. Em 1646, foi enviado para negociar com o rei em Newcastle após sua rendição ao exército escocês, quando se esforçou para atenuar as exigências do parlamento e ao mesmo tempo convencer o rei a aceitá-las. Em 7 de julho de 1646, foi nomeado membro da Assembleia de Teólogos.
Até este ponto, o desempenho de Campbell como estadista tinha sido muito bem sucedido. As liberdades nacionais e a religião da Escócia foram defendidas e garantidas, e o poder do rei na Escócia reduzido a uma mera sombra. Além disso, esses privilégios foram ainda mais garantidos pela aliança com a oposição inglesa, e pelo triunfo posterior do parlamento e do presbiterianismo no reino vizinho. O próprio rei era um prisioneiro em seu meio. Mas a influência de Campbell não sobreviveu à ruptura da aliança entre as duas nações, sobre a qual toda a sua política estava apoiada. Ele se opôs, em vão ao Engajamento, concluído em dezembro de 1647, entre o rei Carlos I e os escoceses contra o parlamento. James, Duque de Hamilton comandou um exército daquela facção que marchou em direção à Inglaterra e foi derrotado por Oliver Cromwell em Preston, em agosto. Campbell, após conseguir escapar de um ataque surpresa na Batalha de Stirling em setembro de 1648, juntou-se aos Whiggamores, um corpo de covenanters em Edimburgo; e, apoiado por John Campbell, 1º Conde de Loudoun e por Alexander Leslie, 1º Conde de Leven, estabeleceu um novo governo, que acolheu Cromwell, quando de sua chegada em 4 de outubro de 1648.

## Guerra com o Parlamento inglês e ruína pessoal
Esta aliança, porém, foi destruída com a execução de Carlos I em 30 de janeiro de 1649, o que provocou grande repúdio na Escócia. Na série de incidentes que se seguiram ao fato, Campbell perdeu o controle da política nacional.
Apoiou o convite dos covenanters para que Carlos II desembarcasse na Escócia, e sonhava com o dia em que o prisioneiro Montrose, fosse executado em Edimburgo. Quando Carlos II veio para a Escócia, depois de ter assinado o pacto e repudiado Montrose, Campbell permaneceu à frente da administração. Após a derrota de Dunbar, Carlos continuou a receber seu apoio com a promessa de que lhe seria concedido um ducado e a Ordem da Jarreteira, e foi feita uma tentativa por parte de Campbell para que o rei se casasse com a sua filha, Lady Anne. Em 1 de janeiro de 1651, ele colocou a coroa na cabeça de Carlos em Scone. Mas o seu poder já tinha passado para o partido hamiltoniano.
Ele se opôs fortemente, mas foi incapaz de evitar, a expedição para a Inglaterra. Na subsequente redução da Escócia, depois de se manter no Castelo de Inveraray por quase um ano, foi finalmente surpreendido em agosto de 1652 e submetido à Commonwealth. Sua ruína estava então completa. Sua política tinha fracassado, seu poder havia desaparecido. Estava irremediavelmente endividado, e após sofrer violenta hostilidade por parte de seu filho mais velho e herdeiro Archibald, foi obrigado a exigir uma guarnição em sua casa para sua própria proteção.

## Últimos anos e escritos

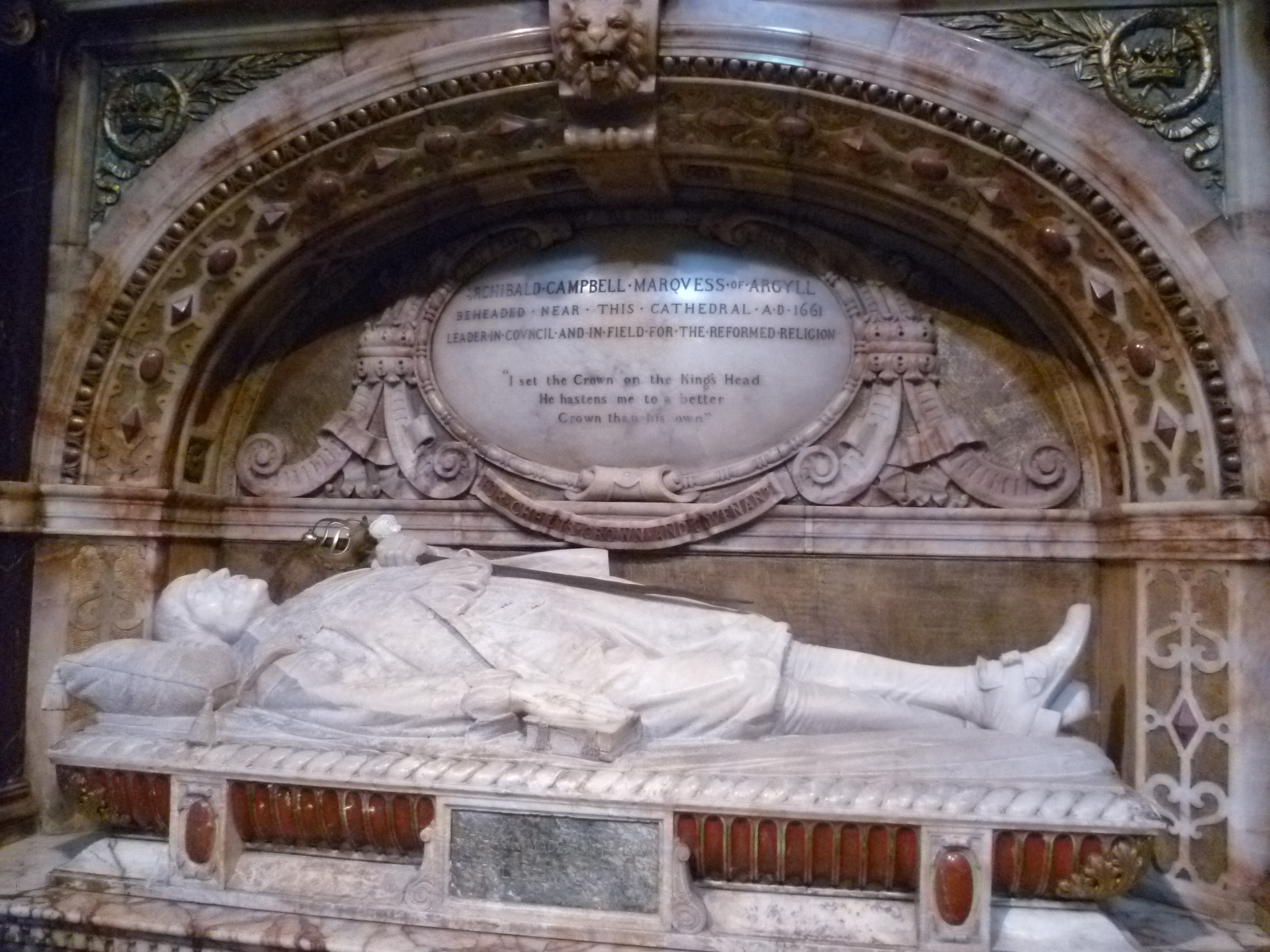
Memorial a Argyll na Catedral de Santo Egídio, Edimburgo.

Durante sua visita a George Monck em Dalkeith, em 1654, para reclamar disso, foi submetido a muitos insultos pessoais de seus credores, e em sua visita a Londres, em setembro de 1655, para receber o dinheiro que lhe era devido do parlamento escocês, foi preso por dívida, embora logo após liberado. No Parlamento de Richard Cromwell de 1659, Campbell participou como membro representante por Aberdeenshire.
Na Restauração, Campbell se apresentou em Whitehall, mas foi imediatamente preso por ordem de Carlos II e colocado na Torre de Londres (1660), sendo enviado para Edimburgo para ser julgado pelo crime de alta traição. Foi absolvido da acusação de cumplicidade na morte de Carlos I, e sua liberdade parecia ser iminente, mas a chegada de um pacote de cartas escritas por Campbell para Monck mostrou conclusivamente a sua colaboração com o governo de Cromwell, especialmente na supressão da revolta monarquista de Glencairn em 1652. Foi imediatamente condenado à morte, e sua execução por decapitação ocorreu em 27 de maio de 1661, antes mesmo da sentença de morte ter sido assinada pelo rei. Sua cabeça foi colocada no mesmo ponto sobre o extremo oeste do Old Tolbooth onde já havia sido exposta a de Montrose, e seu corpo foi sepultado no Holy Loch, onde a cabeça foi também depositada em 1664. Um monumento foi erguido em sua memória na Catedral de Santo Egídio, Edimburgo, em 1895.
Enquanto esteve preso na Torre de Londres, escreveu Instructions to a Son (1661). Alguns de seus discursos, incluindo o proferido no cadafalso, foram publicados e estão impressos no Harleian Miscellany